# František Hrdlička (funkcionář)
František Hrdlička (20. srpna 1956 – 2. srpna 2014, Ústí nad Labem) byl český fotbalový funkcionář, ředitel severočeského klubu FK Teplice. Byl rovněž členem výkonného výboru Fotbalové asociace ČR.

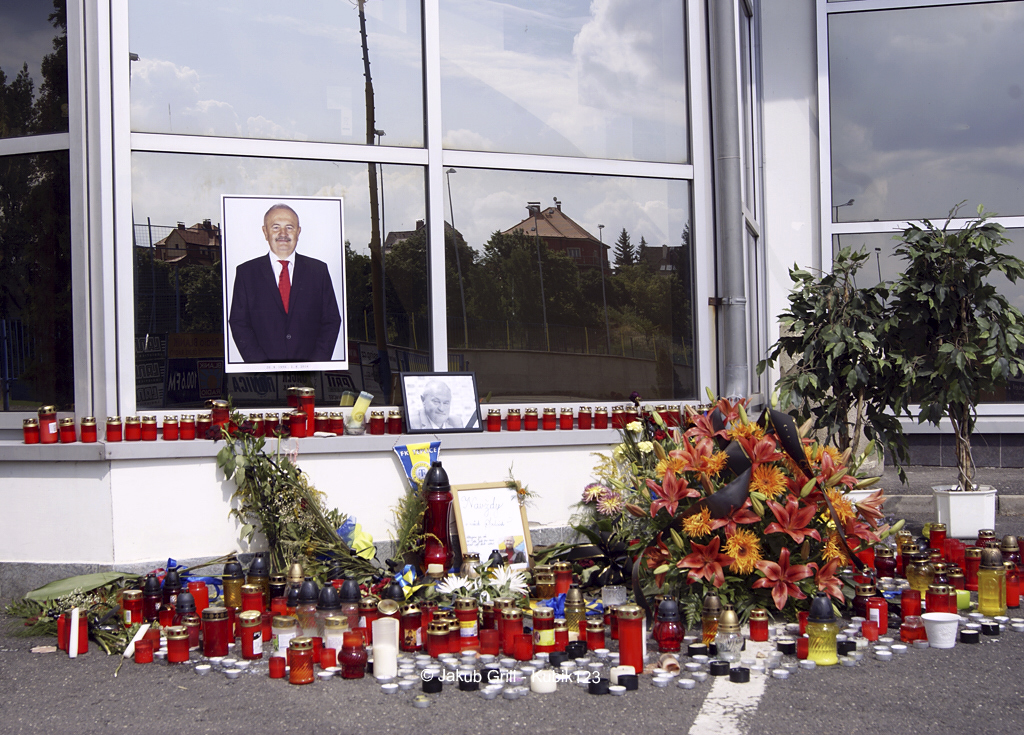
Pietní místo za Františka Hrdličku, zesnulého ředitele severočeského klubu FK Teplice. Teplická Stínadla – 3. srpna 2014

Byl funkcionářem Bystřan. Teplice vedl od roku 1993, kdy je zachránil před úpadkem. Tým poté postupoval ze třetí ligy až do 1. české ligy. Hrdlička dokázal klub ekonomicky stabilizovat a dovést na přední místa první ligy a do evropských pohárů. Ligového titulu se nedočkal, největším úspěchem klubu v jeho éře bylo 2. místo v sezóně 1998/99 za vítěznou Spartou Praha a dvě prvenství v českém poháru (2002/03, 2008/09). Do klubu přivedl hlavního sponzora, sklárnu Sklo Union Teplice (později pod názvem AGC), s jeho podporou se realizovala rekonstrukce stadionu Na Stínadlech, na kterém poté hrála zápasy i česká fotbalová reprezentace.
31. července 2014 prodělal mozkovou mrtvici, které 2. srpna 2014 ve věku 57 let podlehl.
Soustrast vyjádřilo mnoho fotbalistů, trenérů a činovníků (mj. Zdeněk Ščasný, Petr Rada, Jiří Plíšek, Josef Pešice, Edin Džeko, Martin Frýdek, Jan Rezek, Miroslav Pelta, Jaroslav Starka, Ivo Lubas, Dušan Svoboda) i klubů (mj. AC Sparta Praha, SK Slavia Praha). Na prvoligových stadionech se během druhého kola držela minuta ticha, zápas Teplic s Dynamem České Budějovice, který se měl odehrávat v den úmrtí, byl odložen.